# Chailles
Chailles település Franciaországban, Loir-et-Cher megyében. Lakosainak száma 2708 fő (2022. január 1.). Chailles Blois, Candé-sur-Beuvron, Cellettes, Les Montils, Saint-Gervais-la-Forêt, Seur és Valloire-sur-Cisse községekkel határos.

## Népesség
A település népességének változása:
| Lakosok száma | 1014 | 1556 | 1602 | 2377 | 2574 | 2673 | 2680 | 2674 | 2683 | 2708 |
|               | 1968 | 1982 | 1990 | 2006 | 2013 | 2015 | 2017 | 2019 | 2020 | 2022 |